# Supka Géza
Supka Géza (Supka Géza Ernő Károly) (Budapest, 1883. április 8. – Budapest, 1956. május 25.) magyar régész, művészettörténész, író, újságíró, az MTA levelező tagja, a Literatura c. folyóirat és a Világ c. lap főszerkesztője, az Ünnepi könyvhét kezdeményezője.

## Életpályája
Anyai ágon rokona volt Eötvös Józsefnek és Kazinczy Ferencnek. Apai nagyapjának testvére, Supka Jeromos szerzetespap volt. Szülei Supka Dezső hivatalnok és Brown Janka. Felesége Gere Gizella Sarolta Vilma (1887–1966), akivel 1912-ben Pozsonyban kötött házasságot, komoly rajztehetség volt, de nem csinált karriert, mivel a családnak szentelte életét. A házasságból két gyermekük született: Supka Ervin (1887–1966) régész és Supka Magdolna (1914–2005) művészettörténész.
Régészeti és művészettörténeti tanulmányait a Grazi Egyetemen végezte. A Kolozsvári Magyar Királyi Ferenc József Tudományegyetemen szerzett bölcsészetdoktori oklevelet. 1904-től a Magyar Nemzeti Múzeum régiségtárában dolgozott. 1916–17-ben meghívott régész-műtörténet előadója volt a Bécsi Egyetemnek. Előadásokat tartott Rómában, Lipcsében, Kölnben, Kielben és Stockholmban.
1918-ban a Nemzeti Tanács prágai követe volt. 1919-ben Bécsbe emigrált. 1921-től nem vették vissza dolgozni a Nemzeti Múzeumba, ezek után újságírással és lapszerkesztéssel foglalkozott. 1945-től rövid ideig újból a Nemzeti Múzeumban dolgozott, a múzeum elnökeként.
Aktív tagja volt az unitárius egyháznak. Több előadást tartott a Brassai Sámuel Ifjúsági Egyletben. Indítványozta Dávid Ferenc Nemzeti Múzeumban levő székének bronz koszorús megjelölését. Több előadást tartott Brassai Sámuelről. 1929. május 12-én az ő kezdeményezésére tartották meg az első Ünnepi könyvhetet. Egyik kezdeményezője volt az Írók Gazdasági Egyesülete megalakításának és az "íróhetek" megszervezésének (az 1932-es balatoni, az 1933-as lillafüredi találkozó). Tagja volt a lengyel–magyar kapcsolatok ápolását célul tűző Magyar Mickiewicz Társaságnak is.
A második világháború idején, 1944-ben ellenállási szervezetet irányított. 1945-től szabadkőműves nagymester, a Polgári Demokrata Párt egyik alelnöke, pártján belül a balszárny vezetője lett. Áprilisban beválasztották az Ideiglenes Nemzetgyűlésbe. Az év végén rendezett 1945-ös választásokon bár indult, de nem jutott be, az 1947-es választásokon azonban már igen. 1949 elején, noha szimpatizált a folyamatokkal, mégis az 1949-es választás előtt pár héttel lemondott képviselői mandátumáról és visszavonult a közélettől.

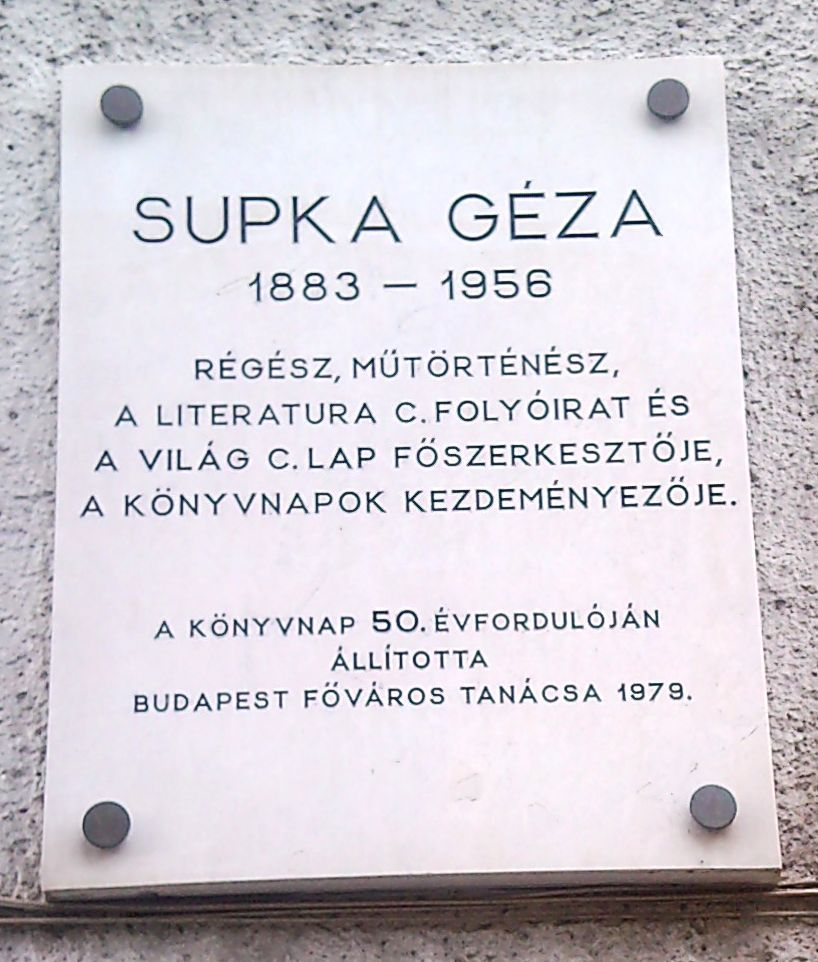
Emléktáblája Budapest XI. kerületében (Bocskai út 23)

1921 és 1949 között élénk publicisztikai tevékenységet fejtett ki: a Világ, a Magyar Hírlap, a Független Szemle és a Pester Lloyd című lapokba írt. 1926-ban megalapította és 1938-ig szerkesztette a Literatura című irodalmi és kritikai folyóiratot. Az MTA levelező tagja, 1945-1949-ig a Világ főszerkesztője, amelyet szerkesztő- és élettársával, Rónay Máriával vezetett. 1949-ben az irodalmi életből is visszavonult. Hegedűs András kormányfősége idején, Supka halála előtt egy héttel adták át a betegágyában fekvő tudósnak a Munka Érdemrend arany fokozatát. 1989-ben posztumusz visszakapta akadémiai tagságát, s már az 1980-as évek közepétől több könyvéből válogatást adtak ki.
Halálát vastagbélrák okozta. Az Új köztemetőben nyugszik.

## Szabadkőműves pályafutása
A Corvin Mátyás szabadkőműves páholyba 1910-ben vették fel. Rendkívül aktív volt, számos páholy- és nagypáholy tisztségre megválasztották. A szabadkőműves páholyok 1945 utáni újjáélesztésének – 1920-ban betiltották a szervezetet – egyik motorja volt. 1946 elején az ideiglenes vezetőségnek lett tagja, majd március 10-én első helyettes nagymesterré választották; a nagymesteri tisztet akkor még nem töltötték be, 1946. szeptember 1-jétől 1949. februári lemondásáig azonban tényleges nagymesterként dolgozott.
Az 1948. június 17-én Arthur H. Keil közreműködésével megalakította az Eastern Star rend (szabadkőművesek nőrokonai számára létrehozott női rend) magyarországi káptalanjait és Főkáptalanját. (Ennek főtitkárává élettársát, Rónay Máriát választották. A szervezet néhány összejövetel után elhalt.) Lemondása ellenére aktív maradt páholyában és a szabadkőművesség 1950-ben bekövetkezett betiltása után is; haláláig „kőműves”-nek tartotta magát.

## Könyvei
- A budafelhévízi Szentháromság-templom; Franklin Ny., Bp., 1907 (Művelődéstörténeti értekezések)
- Lehel kürtje. Tanulmány; Franklin Ny., Bp., 1910
- A százéves Régiségtár; Korvin Ny., Bp., 1913
- II. József válogatott levelei; ford. Supka Géza; Franklin, Bp., 1913 (Olcsó könyvtár)
- Motívumvándorlás a korábbi középkorban; Franklin Ny., Bp., 1914
- I. Vilmos német császárnak és porosz királynak kilenczven válogatott írása; ford. Supka Géza; Franklin, Bp., 1915 (Olcsó könyvtár)
- Fournier, August: I. Napoleon életrajza. Ford. Supka Géza. Magyar Tudományos Akadémia, Budapest. 1916
- A nagy dráma; Reggeli Hírlap, Miskolc, 1924
- Nagy Napoleon; Enciklopédia, Bp., 1927 (A világ képekben)
- A nemesfémipar évkönyve 1931; szerk. Berkovits Oszkár, Supka Géza; Merkantil Ny., Bp., 1931 (A nemesfémipari közlöny könyvtára)
- Nemesfém évkönyv, 1933. Lexikon; szerk. Berkovits Oszkár, Haskó Lajos, Supka Géza; Egyesült Kő-, Kvny., Bp., 1934 (A nemesfémipari közlöny könyvtára)
- 1848. A márciusi forradalom előzményei, lefolyása, társadalmi jelentősége; Cserépfalvi, Budapest, 1938
- A béke és a háború csodái; Dante, Bp., 1939
- Az átkozott asszony. Nádasdy Ferencné Báthory Erzsébet bűnügye; Grafika, Nagyvárad, 1941 (Erdélyi egyetemes könyvtár)
- Lakatos Imreː Spinoza / Supka Gézaː A futó évek margójára; Grafika Ny., Nagyvárad, 1942 (Örök betűk)
- 1942. évi Őszi Lakberendezési Vásár. A kémelhárítás kiállításának leíró katalógusa; Jókai Ny., Bp., 1942
- 1848, 1849; szöveggond., jegyz., utószó Fábri Anna; Magvető, Budapest, 1985 (Nemzet és emlékezet)
- Habsburg-krónika. Válogatás; vál., szerk., szöveggond. Steinert Ágota, utószó Niederhauser Emil; Helikon, Budapest, 1986
- Kalandozás a kalendáriumban és más érdekességek; Helikon, Budapest, 1989
- Egy elforgácsolt tudós-élet. Kéziratul régész-muzeológusok számára. Napló, 1952; sajtó alá rend., utószó Féja Endre; Nap, Budapest, 2016